# Vágar
Vágar (dansk Vågø) er en færøsk ø, vest for Streymoy, der bl.a. huser Færøernes eneste lufthavn, der blev anlagt af briterne under 2. verdenskrig.
Øens seks beboede bygder er Sandavágur, Miðvágur, Vatnsoyrar, Sørvágur, Bøur, og Gásadalur.
Vágar er inddelt i kommunerne: Sørvágur med Bøur og Gásadalur og Miðvágur med Vatnsoyrar og Sandavágur
Vágar er siden 2002 forbundet med Streymoy gennem den ca. 4 km lange Vágartunnelen. Vest for Vágar ligger Tindhólmur og øen Mykines. Tilsammen danner de Syssel Vágar, en af de seks sysler på Færøerne.
Færøernes to største søer Sørvágsvatn/Leitisvatn og Fjallavatn er yndede udflugtmål, hvor man kan se alle Færøernes forskellige landskabsformer.
Vatnsoyrar, som ligger i nærheden af Vágar Lufthavn, er Færøernes eneste bygd, der ikke ligger ved havet. Her boede under den anden Verdenskrig det største antal af de britiske besættelsestropper. Vágar var dengang militær sikkerhedszone, og man kunne kun besøge øen med tilladelse fra det britiske militær.
På den vestlige del af øen ligger bygderne Bøur og Gásadalur. Gásadalur var indtil 2004 uden vejforbindelse med omverdenen. Samme år blev en tunnel indviet af bygdens postbud, der før i tiden gik den lange tur over fjeldet til Bøur. De to andre isolerede bygder på Vágar, Víkar og Slættanes blev opgivet 1910 og 1964.

## Geografi
Den 176,38 km² store Vágar er forholdsvis kompakt i formen, men er ca. 22 km på det længste i nordvestlig–sydøstlig retning. På det bredeste er øen ca. 12 km. Vágar er adskilt fra Streymoy ved Vestmannasund i øst og fra Mykines ved 4 km brede Mykinesfjørður i vest. Mikkjal á Ryggi har beskrevet Mykinesfjørður som "det værste havområde på Færøerne." Den 3,5 km lange Sørvágsfjørður skærer ind i landskabet vest fra.
De nordøstre dele af Vágar er forholdsvis lavtliggende, mens de nordvestre dele er kuperede og bratte. Øens højeste fjeld er Árnafjall (722 moh.) og Eysturtindur (715 moh.) ved Gásadalur. Vágar har til sammen 39 fjelde.
På Vágar ligger øgruppens to største indsøer, Sørvágsvatn (3,57 km²) og Fjallavatn (1,03 km²). Grænsen mellem oens to kommuner er trukket gennem disse to indsøer, i nordvestlig–sydøstlig retning. Fjallavatn afvander i havet nordover gennem en 80 m høj fos i det 1,5 km lange vandløb Reipsá. Sørvágsvatn afvander i havet sydover gennem den 32 m høje Bøsdalafossur. Sørvágsvatn er på det meste 59 m dyb, 6 km lang og 0,8 km bred. Vatnsoyrar i indsøens nordlige ende er Færøernes eneste indlandsbygd.
Omkring Vágar ligger 62 holme og skær, de fleste i nordvest og syd. Færøyenes største holme, den 65 hektar store Tindhólmur, ligger ved Sørvágsfjørður. Den højeste af Tindhólmurs fem tinder rager 262 moh. Den 10 hektar store Gáshólmur er Færøernes fjerde største, og rager på det meste 65 moh. Andre holme er Skerhólmur, Trøllkonufingur, Dunnusdrangar og Filpusardrangur. Drangarnir mellem Tindhólmur og Vágar er to karakteristiske klippeskær. Klippen Trælanípan rager på det meste 142 moh.

### Klima
Vágar har et subarktisk maritimt klima, stærkt påvirket af Atlanterhavet. Dette giver milde vintre, kølige somre og en gennemsnitlig årstemperatur på Vágar lufthavn på 6 °C, den laveste på Færøerne. Gennemsnitlig årlig nedbør er 1.555 mm, typisk for havnære strøg på øerne, og halvt så meget som i Hvalvík eller på Hellur.
| Vejr for Vágar lufthavn | Vejr for Vágar lufthavn | Vejr for Vágar lufthavn | Vejr for Vágar lufthavn | Vejr for Vágar lufthavn | Vejr for Vágar lufthavn | Vejr for Vágar lufthavn | Vejr for Vágar lufthavn | Vejr for Vágar lufthavn | Vejr for Vágar lufthavn | Vejr for Vágar lufthavn | Vejr for Vágar lufthavn | Vejr for Vágar lufthavn | Vejr for Vágar lufthavn |
|                         | Jan                     | Feb                     | Mar                     | Apr                     | Maj                     | Jun                     | Jul                     | Aug                     | Sep                     | Okt                     | Nov                     | Dec                     | År                      |
| ----------------------- | ----------------------- | ----------------------- | ----------------------- | ----------------------- | ----------------------- | ----------------------- | ----------------------- | ----------------------- | ----------------------- | ----------------------- | ----------------------- | ----------------------- | ----------------------- |
| Gennemsnitlig maks °C   | 4,8                     | 4,8                     | 5,2                     | 6,4                     | 8,8                     | 10,8                    | 12,1                    | 12,3                    | 10,4                    | 8,6                     | 6,1                     | 5,3                     | 7,97                    |
| Gennemsnitlig °C        | 2,7                     | 2,7                     | 3,1                     | 4,3                     | 6,6                     | 8,7                     | 10,2                    | 10,4                    | 8,6                     | 6,8                     | 4,2                     | 3,3                     | 5,97                    |
| Gennemsnitlig min °C    | 0,5                     | 0,6                     | 0,9                     | 2,1                     | 4,4                     | 6,6                     | 8,3                     | 8,5                     | 6,7                     | 4,8                     | 2,1                     | 1,1                     | 0,5                     |
| Gennemsnitlig nedbør mm | 163                     | 122                     | 141                     | 120                     | 83                      | 81                      | 115                     | 133                     | 151                     | 164                     | 140                     | 142                     | 1.555                   |
| Kilde: DMI 1968–1997    |                         |                         |                         |                         |                         |                         |                         |                         |                         |                         |                         |                         |                         |

## Demografi
| År   | antal | År   | antal |
| ---- | ----- | ---- | ----- |
| 1801 | 407   | 1977 | 2784  |
| 1840 | 597   | 1983 | 2867  |
| 1860 | 729   | 1990 | 2923  |
| 1890 | 1154  | 1995 | 2627  |
| 1901 | 1285  | 2000 | 2598  |
| 1921 | 1923  | 2005 | 2888  |
| 1960 | 2534  | 2010 | 3065  |
| 1966 | 2498  | 2015 | 3068  |
| 1970 | 2523  | 2020 | 3367  |

kilder = Offentlig statistik. Mykines er undtaget.

## Administrativ inddeling
Vágar og Mykines udgør et syssel. Siden 2010 har syslerne Vágar, Streymoy og Sandoy udgjort egne retskredse, men et fælles politidistrikt. Både sysselmanden og politiet har kontorsted i Miðvágur.
Vágar og Mykines udgør et prestegjeld i Fólkakirkjan. Prestegjeldet omfatter sognekirkerne Sandavágur, Miðvágur, Sørvágur, Bøur og Mykines. Den 1. januar 2015 var ca. 92 % af befolkningen i prestegjeldet medlemmer af kirken, den højeste andel i noget prestegjeld på Færøerne. De søndage, hvor der ikke er præst til stede i kirkerne, afholdes lægmandsgudstjenester.
Med indførelsen af det kommunale selvstyre på Færøerne i 1872 tog man udgangspunkt i den kirkelige inddeling. Vága prestagjalds kommuna blev delt i kommunerne Mykines og Vágar i 1911. Sidstnævnte ophørte i 1915, da alle sognene på Vágar blev udskilte som egne kommuner: Sørvágur, Bøur, Miðvágur og Sandavágur. I 2005 blev Mykines og Bøur indlemmede i Sørvágur. I 2009 dannede Miðvágur og Sandavágur den nye kommune Vágar, med Miðvágur som administrationscenter.
Indbyggertal i bygderne på Vágar pr 1. januar 2020:
| Bygd       | Indbyggere | Kommune  |
| ---------- | ---------- | -------- |
| Miðvágur   | 1.130      | Vágar    |
| Sørvágur   | 1.136      | Sørvágur |
| Sandavágur | 956        | Vágar    |
| Bøur       | 74         | Sørvágur |
| Vatnsoyrar | 44         | Vágar    |
| Gásadalur  | 11         | Sørvágur |

## Historie
Vágar og Mykines havde fælles ting i middelalderen. Tinget blev antageligvis holdt i Miðvágur.

## Kendte personer fra Vágar
| - Thomas Arabo (1940–), politiker (Jv.) - Beinta Broberg (1667–1752), prestefrue og romanforbilde - Svend Aage Ellefsen (1941–), politiker (Ff.) - Pauli Ellefsen (1932–2012), politiker (Sb.) - V.U. Hammershaimb (1819–1909), folklorist og filolog - Jens Pauli Heinesen (1932–2011), forfatter - Jákup í Jákupsstovu (1922–1976), fagforeningsmann | - Joan Pauli Joensen (1945–), etnolog - Ivan Johannesen (1934–2012), politiker (Sb.) - Jørgen Niclasen (1969–), politiker (Ff.) - Torkil Nielsen (1964–), fodboldspiller - Rasmus Rasmussen (1871–1962), folkehøjskolepionér - Mikkjal á Ryggi (1879–1956), forfatter - Jens Christian Svabo (1746–1824), folklorist og filolog |